# Kyle Visser
Kyle Visser (* 19. Oktober 1985 in Grand Rapids, Michigan) ist ein ehemaliger US-amerikanischer Basketballspieler. Er kam in der deutschen Basketball-Bundesliga für Braunschweig und Ludwigsburg auf insgesamt 239 Einsätze.

## Karriere
Visser wuchs in Forest Hills im US-Bundesstaat Michigan auf. Er spielte von 2003 bis 2007 Basketball an der Universität von Wake Forest und wurde anschließend von der NBA-Mannschaft Washington Wizards unter die Lupe genommen. Einen Vertrag in der nordamerikanischen Liga erhielt er nicht, daraufhin nahm Visser in der Sommerpause 2007 das Angebot des deutschen Bundesligisten New Yorker Phantoms Braunschweig an. Hier unterschrieb er zunächst einen Vertrag über neun Monate, der aber verlängert wurde. In Braunschweig erleichterte ihm sein ebenfalls christlich erzogener Landsmann Andrew Drevo die Eingewöhnung in Deutschland und im Profigeschäft. Visser bezeichnete Drevo als seinen Geistesverwandten.
2009 wechselte er zu EnBW Ludwigsburg. Er entschied sich, zur Saison 2010 zurück nach Braunschweig zu gehen, wo er einen Zweijahresvertrag unterschrieb. 2011 stand er mit Braunschweig im Endspiel des deutschen Pokalwettbewerbs. Er spielte vorerst bis 2012 in Braunschweig, 2010/11 und 2011/12 erreichte er mit der Mannschaft unter Trainer Sebastian Machowski jeweils das Viertelfinale um die deutsche Meisterschaft. Zur Saison 2012/2013 wechselte Visser nach Italien zu JuveCaserta Basket, verletzte sich jedoch in der Saisonvorbereitung an der Schulter, so dass der Vertrag aufgelöst wurde. Visser musste sich einem Eingriff an der Schulter unterziehen.
Im Januar 2013 kehrte er beim serbischen Verein KK Radnički Kragujevac aufs Spielfeld zurück und zog mit der Mannschaft ins Halbfinale der Adriatischen Basketballliga ein. Man trennte sich aber noch vor Saisonende voneinander. Zur Saison 2013/14 kehrte Visser nach Braunschweig in die Basketball-Bundesliga zurück. In der Saison 2014/15 war er Mannschaftskapitän der Niedersachsen, überzeugte sportlich aber nur in den ersten beiden Monaten des Spieljahres und hatte lange mit den körperlichen Auswirkungen einer Gluten-Unverträglichkeit zu kämpfen, die zu diesem Zeitpunkt bei ihm noch nicht festgestellt worden war. Im September 2015 vermeldet er das Ende seiner Laufbahn, nachdem sich Braunschweigs Trainer und Sportlicher Leiter Raoul Korner auch aus finanziellen Gründen gegen eine Weiterverpflichtung des US-Amerikaners entschieden hatte. Im Buch Dunke-Schön. 25 Jahre 1. Bundesliga Basketball in Braunschweig heißt es über Visser: „Es gab in den 25 Jahren Braunschweiger Basketball-Geschichte keinen US-Profi, der sich so mit der Löwenstadt identifiziert hat, wie der blonde 2,11-Meter-Mann.“ Zu seinen Stärken zählten seine Berufsauffassung, Vissers Beweglichkeit, seine Abschlüsse in Korbnähe, insbesondere durch einen Hakenwurf, und seine Fußarbeit. Als Schwächen wurden die häufige Foulbelastung, fehlende Korbgefahr bei Mitteldistanz- und Weitwürfen sowie anfänglich auch der Freiwurf beschrieben.
Visser ging in sein Heimatland zurück und wurde in Michigan im Immobiliengewerbe tätig.